# Göhren (Auma-Weidatal)
Göhren is een dorp in de Duitse Landgemeente Auma-Weidatal in het Landkreis Greiz in Thüringen. Het dorp wordt voor het eerst genoemd in een oorkonde uit 1324. Göhren vormde samen met het buurdorp Döhlen een gemeente die in 2011 opging in de landgemeente.